# Барсина
Барсина (на гръцки: Βαρσινη; на латински: Barsine) е дъщеря на персийския сатрап Артабаз II на Фригия и любовница на Александър Македонски, на когото ражда син – Херакъл.
Първо се омъжва за генерал Ментор (385 – 340 пр.н.е.), с когото има син и дъщеря. След неговата смърт се омъжва за брат му Мемнон от Родос, който командва персийската войска против Александър. Мемнон я изпраща при Дарий III. След битката при Иса през 333 г. пр.н.е. тя е взета в 332 г. пр.н.е. като трофей от Александър Македонски, заедно с целия двор от персийския цар Дарий.
На 36-годишна възраст ражда в Бактрия през 327 г. пр.н.е. на Александър първото му дете — Херакъл. По това време Александър е на 29 г. Александър се жени за Роксана, която му ражда през 323 г. пр.н.е. Александър IV Македонски.
Барсина и синът ѝ се оттеглят в Пергам. Херакъл се съюзява с диадоха на Македония Полиперхон. Барсина и 18-годишният Херакъл са убити през 309 г. пр.н.е. по заповед на Касандър 
Дъщеря ѝ се омъжва на масовата сватба в Суза за Неарх, приятел и адмирал на Александър Македонски.